# Ngày truyền thống ngành than Việt Nam
Ngày vùng mỏ bất khuất hay Ngày truyền thống của công nhân vùng mỏ, Ngày truyền thống ngành than là một ngày lễ kỷ niệm nhằm tôn vinh những người công nhân làm việc trong ngành than, được tổ chức vào ngày 12/11 hàng năm tại Việt Nam. Ngày này bắt nguồn từ cuộc tổng bãi công của 3 vạn thợ mỏ Quảng Ninh vào ngày 12/11/1936. Tại Quảng Ninh có một quảng trường mang tên 12/11 nhằm kỷ niệm ngày này.